# Bocca Baciata
«Bocca Baciata» — картина английского художника-прерафаэлита Данте Габриэля Россетти, созданная в 1859 году. Произведение было первым одиночным женским портретом, написанным Россетти, тем самым став поворотным пунктом в его творческой биографии. Натурщицей для картины стала Фанни Корнфорт. Сейчас картина находится в Музее изящных искусств Бостона.

## Информация о картине
«Bocca Baciata» положила начало серии женских портретов в творчестве Данте Габриэля Россетти. Одним из возможных источников вдохновения мог послужить портрет Софи Грей, написанный Джоном Эвереттом Милле двумя годами ранее, отличительной чертой которого является передача чувственности модели. Название картины дословно обозначает "губы, которые поцеловали", слова взяты из итальянской пословицы, которая указана на обороте картины:
Bocca baciata non perde ventura, anzi rinnova come fa la luna.
‘губы после поцелуя не теряют свой вкус, напротив, он обновляется как луна.’
Россетти, будучи признанным переводчиком средневековой итальянской литературы, скорее всего взял эту строку из «Декамерона» Джованни Боккаччо.
В одном из своих писем Россетти пояснил, что во время написания этой картины он старался как можно лучше написать тело, плоть героини, что по его мнению недостаточно проработано на многих произведениях искусства, в том числе и работах прерафаэлитов а также старых мастеров; более тщательная работа над изображением тела могла бы помочь существенно продвинуться в живописи.